# Acapulcoïta
Les acapulcoites són un grup de meteorits de la classe de les acondrites primitives.
Reben el seu nom l'únic exemplar del grup amb una caiguda presencial. El meteorit d'Acapulco va caure l'11 d'agost de 1976 a les 11:00, a prop de la Colònia El Quemado (16.883 ° N 99.9 ° W), als afores d'Acapulco, Guerrero, Mèxic. Tenia una massa de 1.914 grams, i va ser recuperada 15 minuts després de l'impacte. Va generar un cràter de 30 centímetres i era fred al tacte. Després d'aquest descobriment, 52 exemplars de meteorits han estat classificats com acapulcoites.

## Composició química
Les acapulcoites es componen principalment d'olivina, ortopiroxè, plagioclasa, ferro meteorític i troilita. Com totes les acondrites primitives, les acapulcoites tenen una composició química i una similituds mineralògiques amb les condrites. Alguns espècimens, fins i tot, mostren condensacions de còndrules relíquia. La seva composició mineral es troba entre les condrites H i E.